# Palazzo Filangieri d'Arianello
Il Palazzo Filangieri d'Arianello è un palazzo storico di Napoli, ubicato in via Atri, nel punto in cui si amplia e prende il nome di Largo proprio d’Arianello, "proprio" in quanto era uno spazio privato di proprietà dei Filangieri, allora principi di Arianello; in epoche successive, in questo largo, erano soliti fare mercato i venditori di verdure, per cui il luogo a lungo è stato chiamato dai popolani napoletani ’o llargo d’’a menesta, cioè “il largo della minestra”.
Eretto nella prima metà del XVI secolo, come altri edifici affaccianti su questa strada, fu abitato nel Seicento dai D'Aponte, duchi di Flumeri, i quali in quello stesso secolo promossero il rifacimento della vicina Chiesa di Santa Maria Maggiore alla Pietrasanta; finché nella prima metà del XVIII secolo non passò ai Filangieri a causa del matrimonio tra Anna d'Aponte (figlia unica dell'ultimo esponente della famiglia) e Giovan Gaetano Filangieri (principe d'Arianello e nonno di Gaetano).
Nel XVIII secolo il palazzo fu rinnovato in chiave barocca, con un caratteristico cortile (stravolto da moderne verande) sul quale affacciano la scala aperta dalle tre arcate a tutto sesto per livello e una loggia aggettante sorretta da mensole. Al quarto piano si conservano degli affreschi settecenteschi a tema religioso, commissionati forse da Serafino Filangieri, che fu  arcivescovo prima a Palermo e poi a Napoli.
Sulla facciata principale del palazzo sono affisse quattro targhe commemorative che ricordano quattro illustri ospiti dell'edificio. Infatti qui Gaetano Filangieri accolse Wolfgang Goethe nel suo soggiorno napoletano e vi dimorarono Benedetto Croce ed il matematico Nicola Trudi.

## Altre immagini

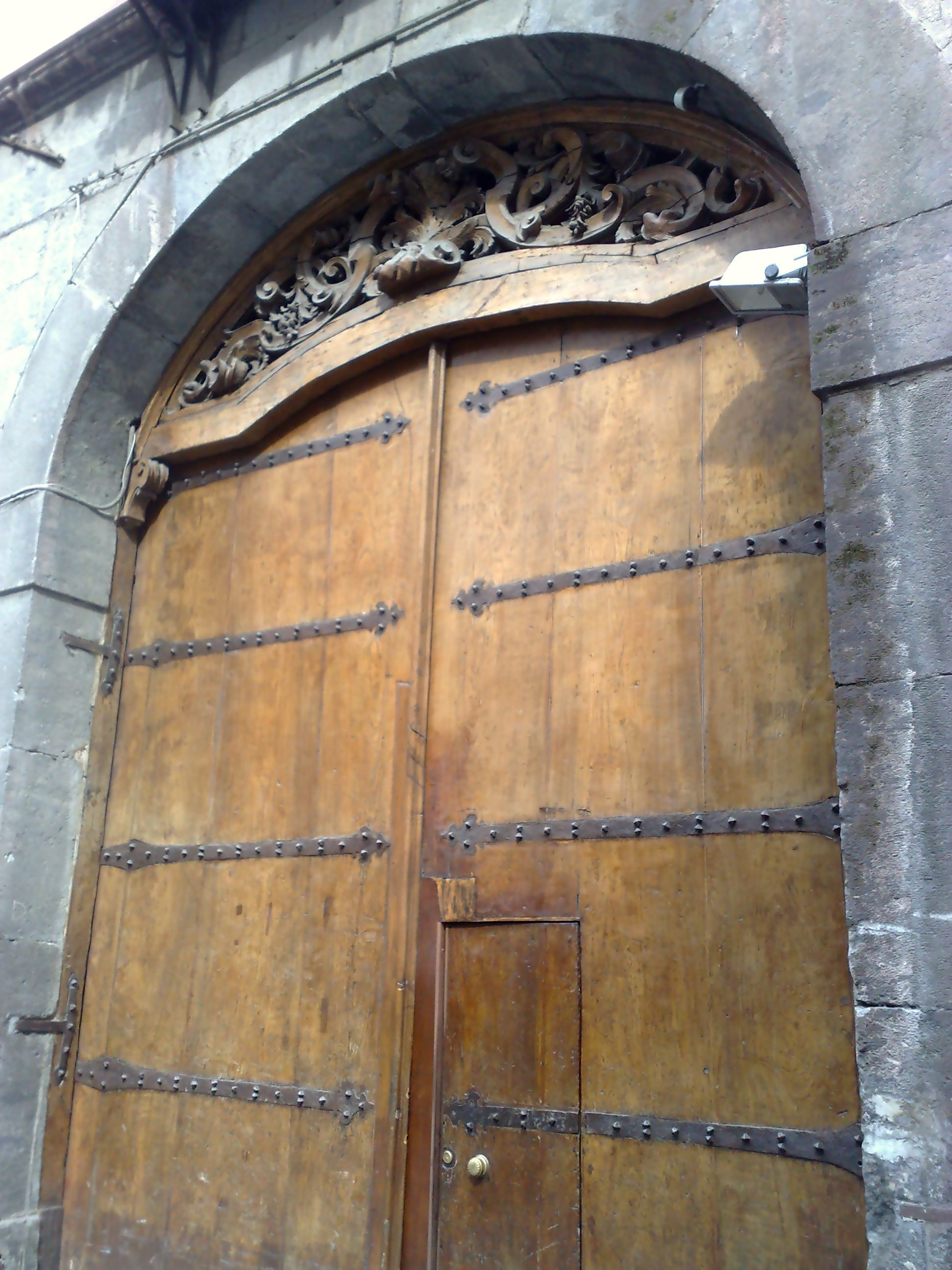
Il portone
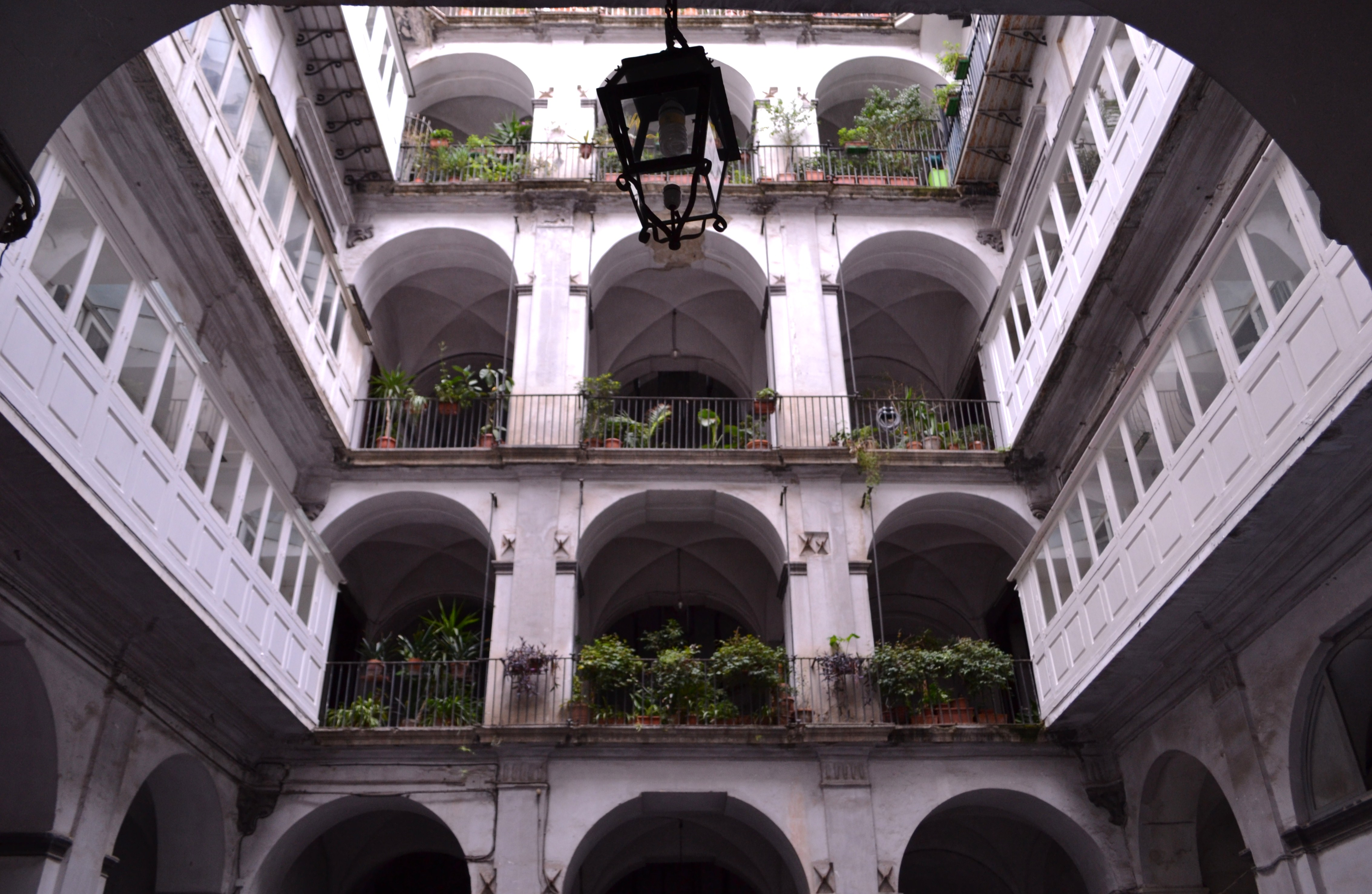
Il cortile con la scala aperta
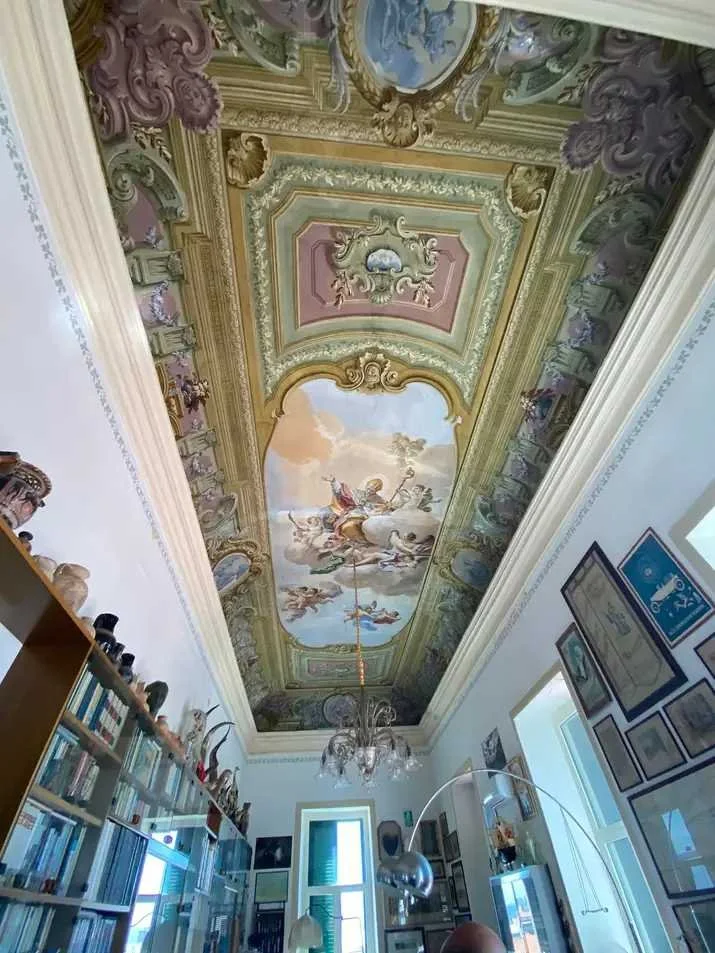
L' ex galleria, con la volta affrescata ritraente San Gennaro in gloria